# Chaumontel
Chaumontel és un municipi francès, situat al departament de Val-d'Oise i a la regió de Illa de França. L'any 2007 tenia 3.275 habitants.
Forma part del cantó de Fosses, del districte de Sarcelles i de la Comunitat de comunes Carnelle Pays-de-France.

## Demografia

### Població
El 2007 la població de fet de Chaumontel era de 3.275 persones. Hi havia 1.175 famílies, de les quals 192 eren unipersonals (52 homes vivint sols i 140 dones vivint soles), 357 parelles sense fills, 542 parelles amb fills i 84 famílies monoparentals amb fills.
La població ha evolucionat segons el següent gràfic:
Habitants censats

### Habitatges
El 2007 hi havia 1.292 habitatges, 1.203 eren l'habitatge principal de la família, 33 eren segones residències i 57 estaven desocupats. 1.224 eren cases i 60 eren apartaments. Dels 1.203 habitatges principals, 1.081 estaven ocupats pels seus propietaris, 96 estaven llogats i ocupats pels llogaters i 25 estaven cedits a títol gratuït; 11 tenien una cambra, 52 en tenien dues, 142 en tenien tres, 295 en tenien quatre i 702 en tenien cinc o més. 1.022 habitatges disposaven pel capbaix d'una plaça de pàrquing. A 463 habitatges hi havia un automòbil i a 676 n'hi havia dos o més.

### Piràmide de població
La piràmide de població per edats i sexe el 2009 era:
| Homes | Edats   | Dones |
| ----- | ------- | ----- |
| 0     | 95 o +  | 0     |
| 0     | 90 a 94 | 8     |
| 8     | 85 a 89 | 20    |
| 8     | 80 a 84 | 0     |
| 36    | 75 a 79 | 36    |
| 28    | 70 a 74 | 32    |
| 60    | 65 a 69 | 68    |
| 52    | 60 a 64 | 68    |
| 92    | 55 a 59 | 92    |
| 188   | 50 a 54 | 152   |
| 176   | 45 a 49 | 184   |
| 148   | 40 a 44 | 112   |
| 104   | 35 a 39 | 144   |
| 100   | 30 a 34 | 80    |
| 76    | 25 a 29 | 100   |
| 132   | 20 a 24 | 72    |
| 144   | 15 a 19 | 176   |
| 140   | 10 a 14 | 120   |
| 116   | 5 a 9   | 104   |
| 56    | 0 a 4   | 76    |

## Economia
El 2007 la població en edat de treballar era de 2.259 persones, 1.660 eren actives i 599 eren inactives. De les 1.660 persones actives 1.564 estaven ocupades (811 homes i 753 dones) i 95 estaven aturades (40 homes i 55 dones). De les 599 persones inactives 231 estaven jubilades, 247 estaven estudiant i 121 estaven classificades com a «altres inactius».

### Ingressos
El 2009 a Chaumontel hi havia 1.222 unitats fiscals que integraven 3.441 persones, la mediana anual d'ingressos fiscals per persona era de 24.428 €.

### Activitats econòmiques
Dels 122 establiments que hi havia el 2007, 1 era d'una empresa extractiva, 2 d'empreses alimentàries, 3 d'empreses de fabricació de material elèctric, 5 d'empreses de fabricació d'altres productes industrials, 23 d'empreses de construcció, 30 d'empreses de comerç i reparació d'automòbils, 8 d'empreses de transport, 8 d'empreses d'hostatgeria i restauració, 3 d'empreses d'informació i comunicació, 5 d'empreses financeres, 6 d'empreses immobiliàries, 13 d'empreses de serveis, 7 d'entitats de l'administració pública i 8 d'empreses classificades com a «altres activitats de serveis».
Dels 24 establiments de servei als particulars que hi havia el 2009, 4 eren tallers de reparació d'automòbils i de material agrícola, 1 autoescola, 1 paleta, 1 guixaire pintor, 6 lampisteries, 2 electricistes, 4 empreses de construcció, 1 perruqueria, 1 agència de treball temporal, 2 restaurants i 1 agència immobiliària.
Dels 8 establiments comercials que hi havia el 2009, 1 era un hipermercat, 1 una botiga de menys de 120 m², 1 una fleca, 1 una llibreria, 2 botigues de mobles, 1 una botiga de mobles i 1 una botiga de material de revestiment de parets i terra.
L'any 2000 a Chaumontel hi havia 3 explotacions agrícoles.

## Equipaments sanitaris i escolars
L'únic equipament sanitari que hi havia el 2009 era una farmàcia.
El 2009 hi havia 1 escola maternal i 1 escola elemental.

## Poblacions més properes
El següent diagrama mostra les poblacions més properes.